# Pierides-Museum (Larnaka)

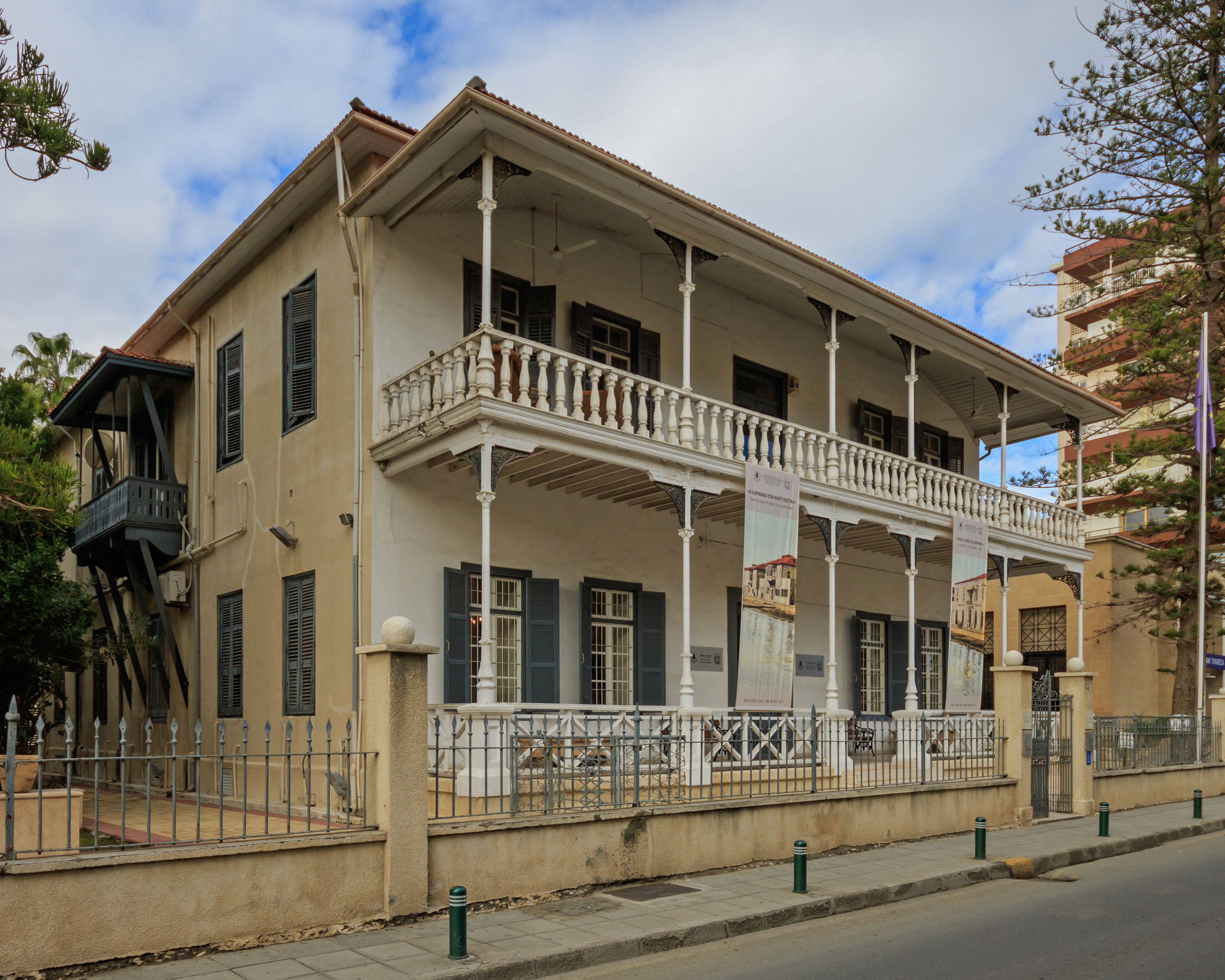
Fassade des Pieridesmuseums, Larnaka

Das Pierides-Museum in Larnaka, gegründet 1974 durch die Pierides Foundation, gilt hinter dem Zypern-Museum in Nikosia als das zweitbedeutendste archäologische Museum auf Zypern. Es ist eines von zwei archäologischen Museen in Larnaka auf Zypern. 

## Gebäude
Das Museum befindet sich in einer Villa im neokolonialen Stil, die im Jahr 1840 gebaut und von der Diplomatenfamilie Pierides bewohnt wurde. Diese Familie hat über mehrere Generationen die Sammlungen zusammengetragen. Die Familie war konsularisch für das Deutsche Reich, Österreich, die Vereinigten Staaten und England tätig. Seit dem Jahr 2000 wird das Museum im Wesentlichen von der Cyprus Popolar Bank getragen.
Es zeigt in fünf Sälen und dem Flur archäologische Funde aus dem Gebiet um Larnaka von der Jungsteinzeit über die Antike bis ins Mittelalter. Es dominieren keramische Funde. Daneben werden auch historische Stiche von Zypern gezeigt. Die keramischen Exponate beinhalten sowohl Importware aus den um Zypern liegenden Regionen als auch zyprische Produkte, insbesondere im kypro-geometrischen Free-Field-Stil (ca. 700 bis 475 v. Chr.).

## Rundgang

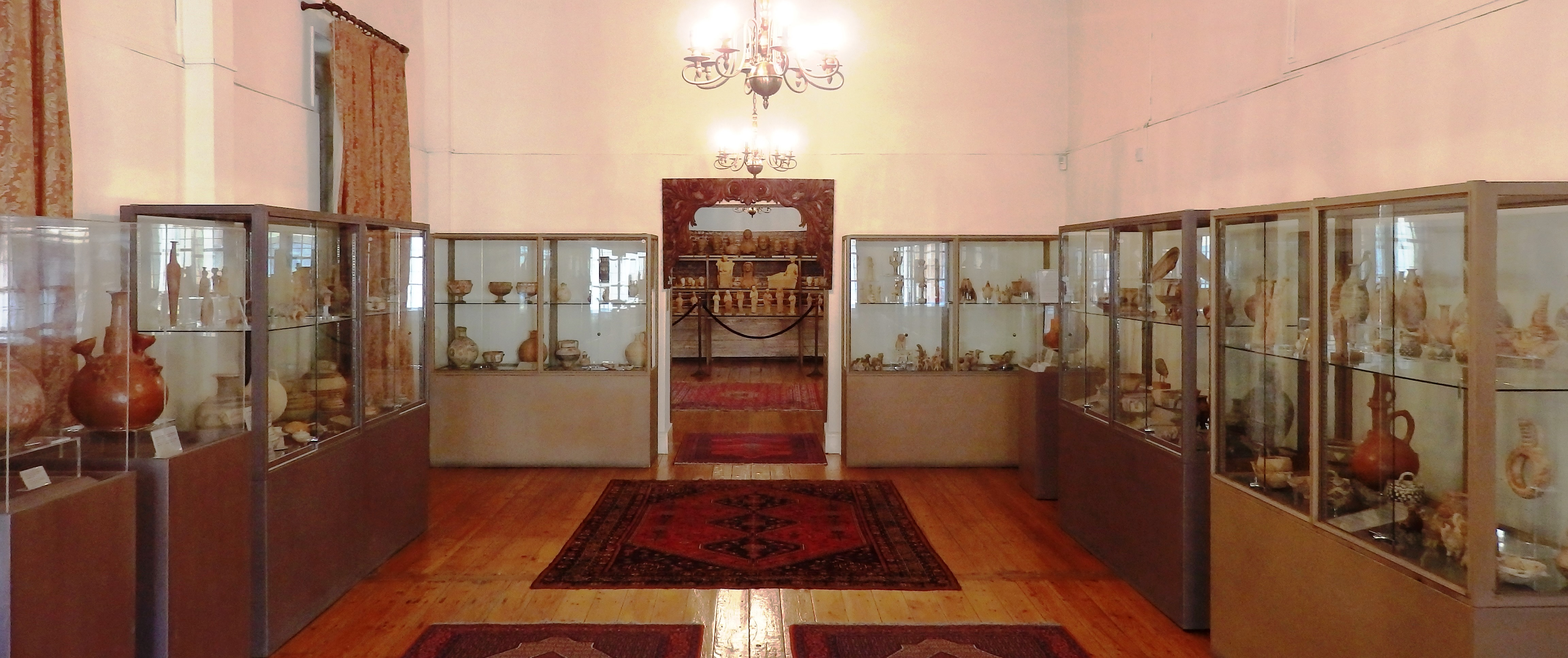
Blick von Saal 1 in Saal 2 des Pieridesmuseums

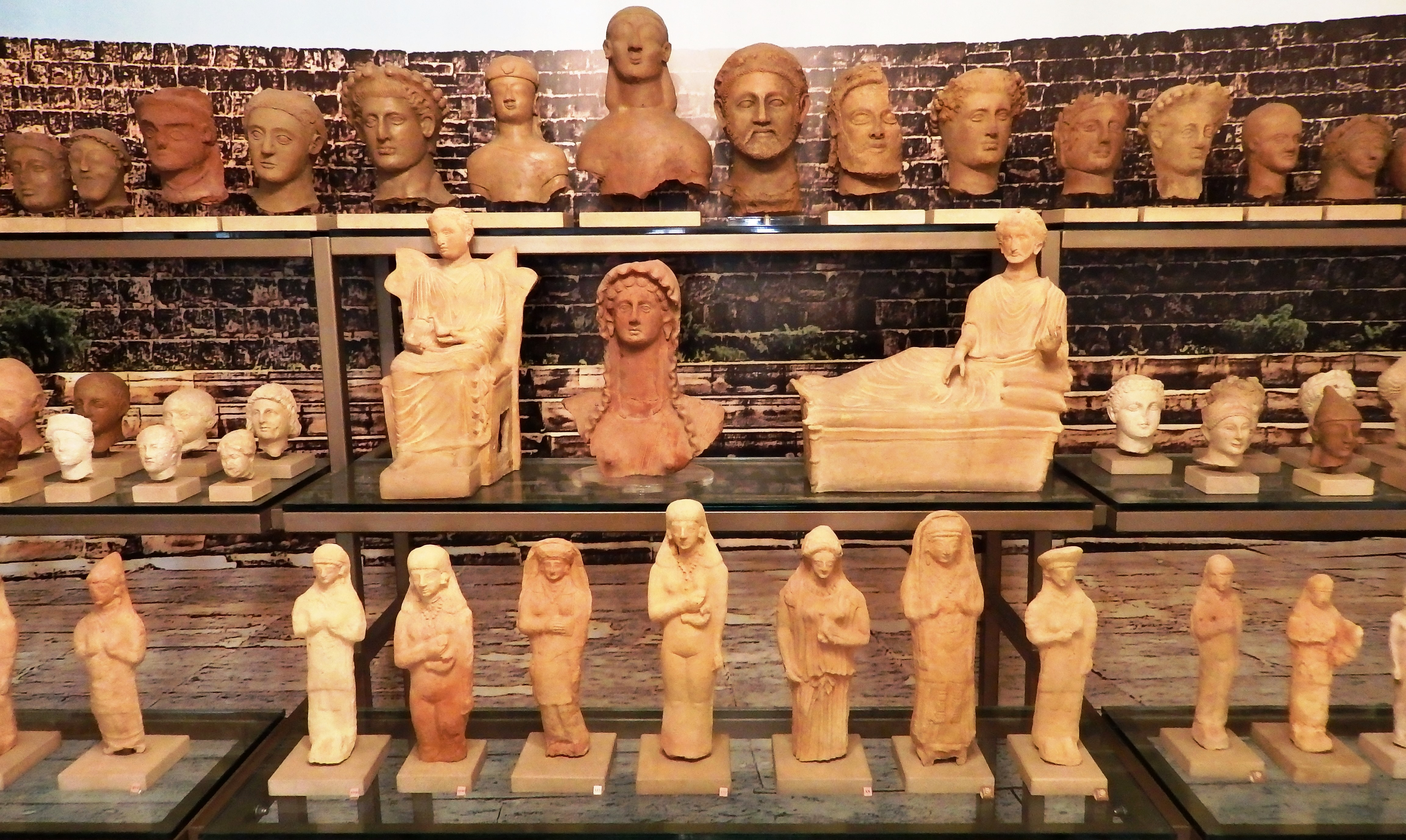
Saal 2: Terrakottengallerie

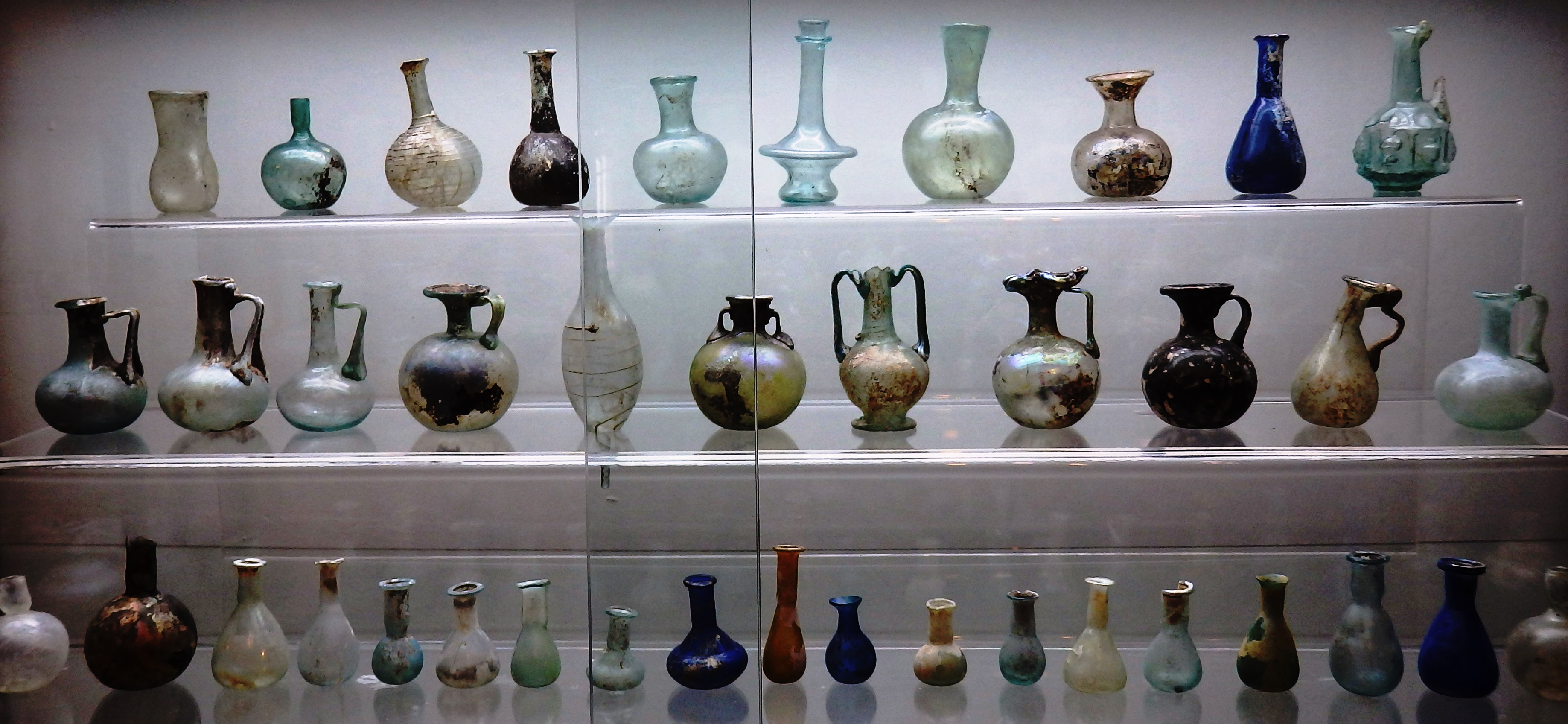
Saal 4: hellenistisches und römisches Glas

- Saal 1: prähistorische Funde von ca. 7000 bis 475 v. Chr.
- Saal 2: Funde aus archaischer bis römischer Zeit, ca. 750 v. Chr. bis 395 n. Chr.
- Saal 3: Kartografie aus venezianischer Zeit bis zum Ende der britischen Besetzung, ca. 1489 bis 1960 n. Chr.
- Saal 4: hellenistisches und römisches Glas, ca. 325 v. Chr. bis 395 n. Chr.
- Saal 5: fränkische Keramik, ca. 1191 bis 1489 n. Chr.

## Galerie

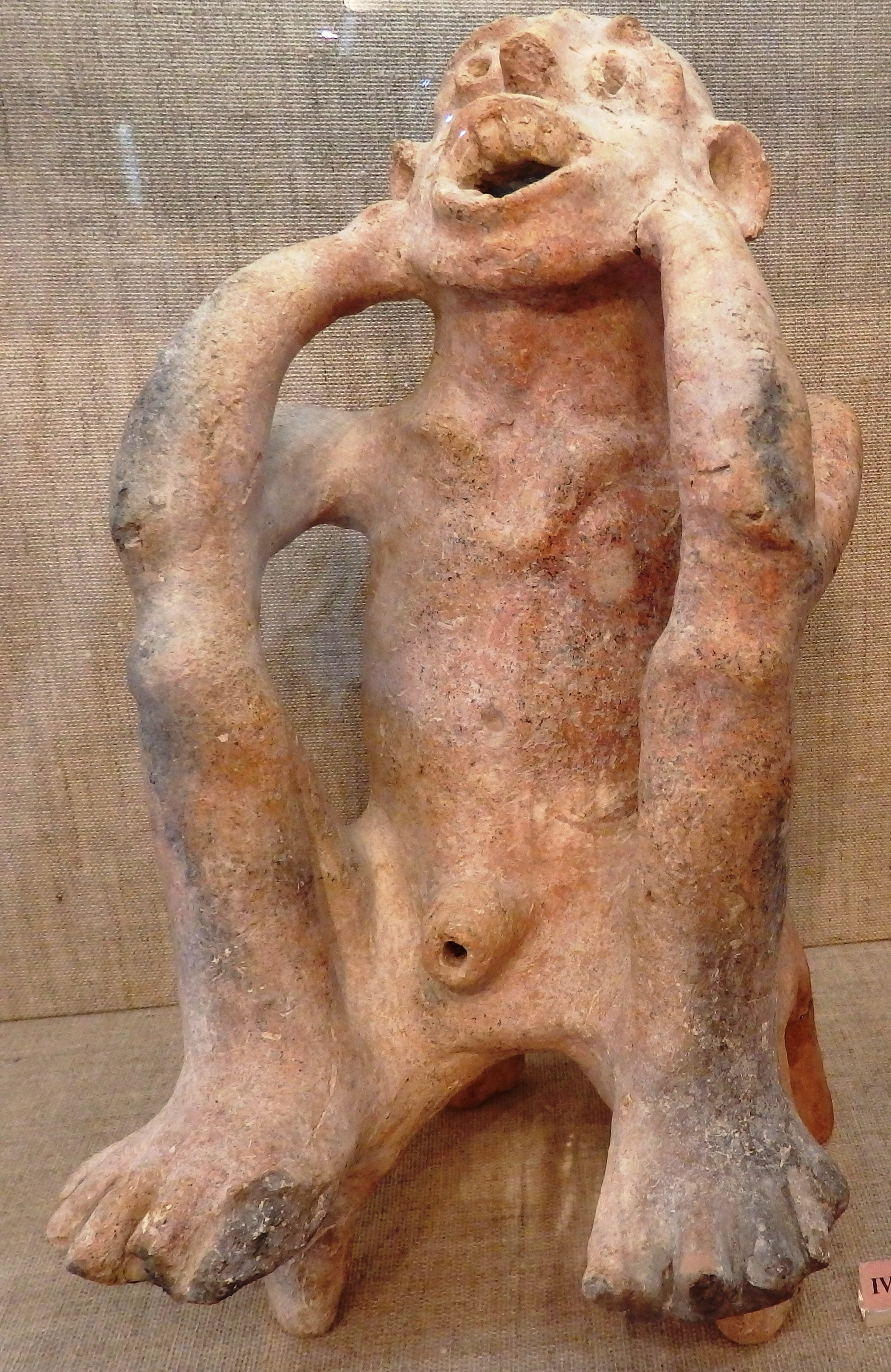
Chalkolithisches Spendergefäß aus Souskiou, Pieridesmuseum Larnaka
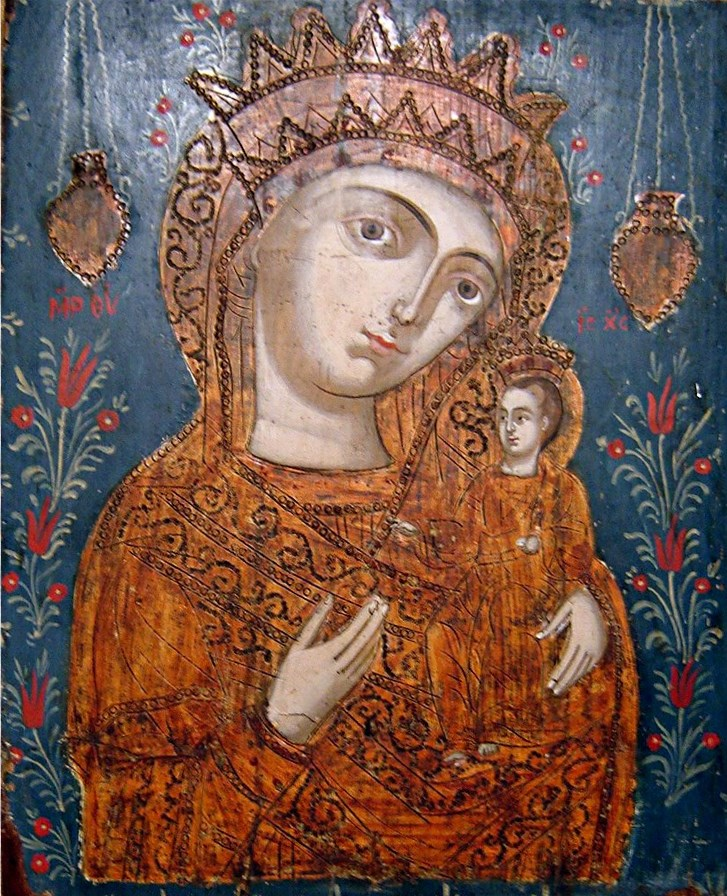
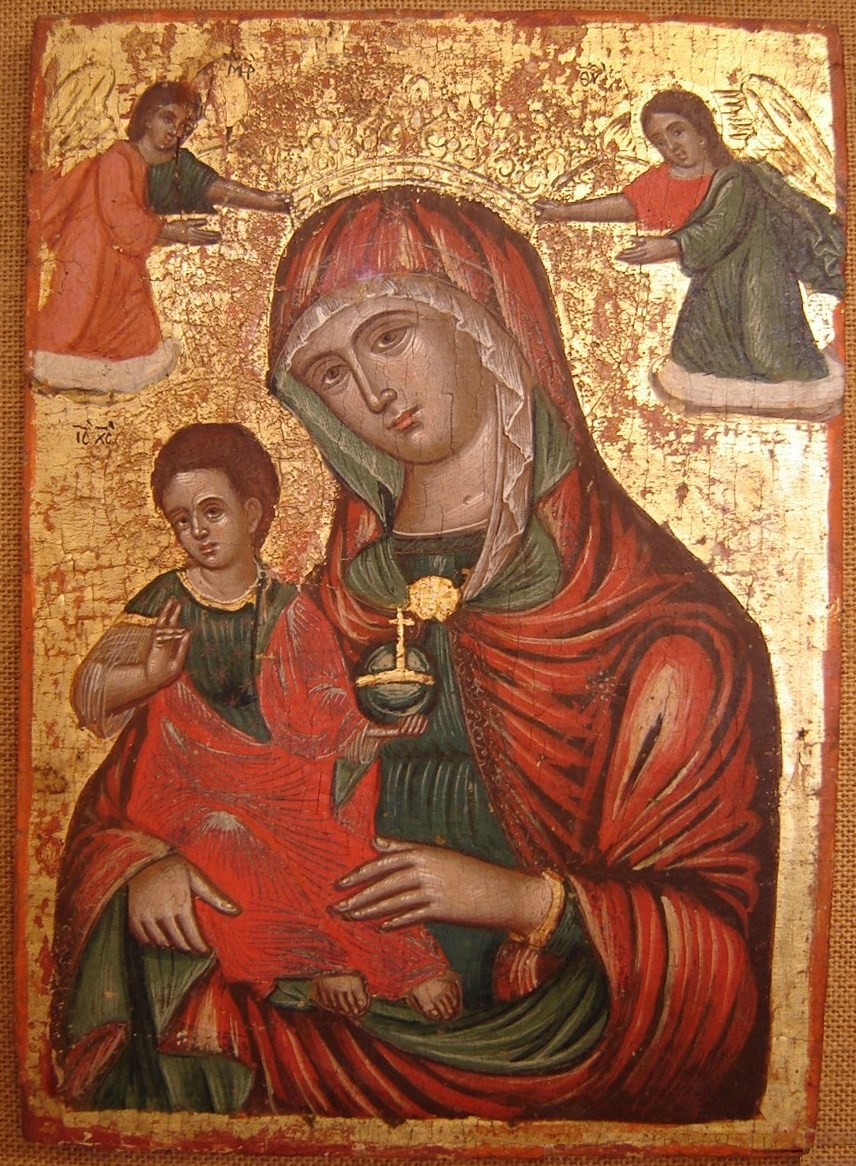

Weitere Funde sind im Garten des Museums zu besichtigen.

## Larnaca Biennale
Das Museum ist seit 2018 Sitz der Larnaca Biennale.

## Lage
Das Museum liegt in der Zinonos Kitieos, der westlich parallel zur Strandpromenade Phinikoudes laufenden Straße, ca. auf der Höhe des nördlichen Beginns im Zentrum von Larnaka.